# Celatoxia
Celatoxia is een geslacht van vlinders uit de familie van de Lycaenidae, de kleine pages, vuurvlinders en blauwtjes. Soorten uit dit geslacht komen voor in het Oriëntaals gebied.
De wetenschappelijke naam en de beschrijving van dit geslacht zijn voor het eerst gepubliceerd in 1983 door John Nevill Eliot en Akito Kawazoé.

## Soorten
- Celatoxia albidisca (Moore, 1884)
- Celatoxia carna (de Nicéville, 1895)
- Celatoxia marginata (de Nicéville, 1884)